# Kōki Hirota
Kōki Hirota (jap. 廣田 弘毅 Hirota Kōki; ur. 14 lutego 1878 w Fukuoce, zm. 23 grudnia 1948 w Tokio) – japoński polityk i dyplomata, minister spraw zagranicznych Japonii, premier Japonii w latach 1936–1937. Po II wojnie światowej stracony za zbrodnie wojenne.

## Życiorys
Studiował prawo na Tokijskim Uniwersytecie Cesarskim. Jednym z jego rówieśników był późniejszy premier Japonii po II wojnie światowej – Shigeru Yoshida. Po ukończeniu studiów rozpoczął pracę w japońskim ministerstwie spraw zagranicznych jako tłumacz. W 1904 roku z ramienia ministerstwa był nauczycielem języka japońskiego oraz przewodnikiem po Japonii Jamesa Douglasa, działacza PPS, który wspólnie z Józefem Piłsudskim oraz Tytusem Filipowiczem, w trakcie wojny rosyjsko-japońskiej prowadził w imieniu tej partii rozmowy z władzami japońskimi.
W późniejszych latach pracował na japońskich placówkach dyplomatycznych w Chinach, Wielkiej Brytanii i Stanach Zjednoczonych. W latach 1927–1930 był posłem Japonii w Holandii, a następnie ambasadorem Japonii w ZSRR w latach 1930–1932. Po powrocie do Japonii w 1933 roku został ministrem spraw zagranicznych w rządzie premiera Makoto Saitō. Po zmianie rządu w 1934 roku, udało mu się zachować pozycję w nowym gabinecie Keisuke Okady. Jako minister spraw zagranicznych opowiadał się za zwalczaniem ZSRR i wpływów komunistycznych, a także popierał koncepcję bezpośredniego zaangażowania militarnego Japonii w konflikt z Chinami. W 1933 roku, wobec zgłoszenia przez ZSRR chęci dołączenia do Ligi Narodów, próbował przekonać władze polskie do głosowania przeciwko dopuszczeniu ZSRR do prac organizacji.

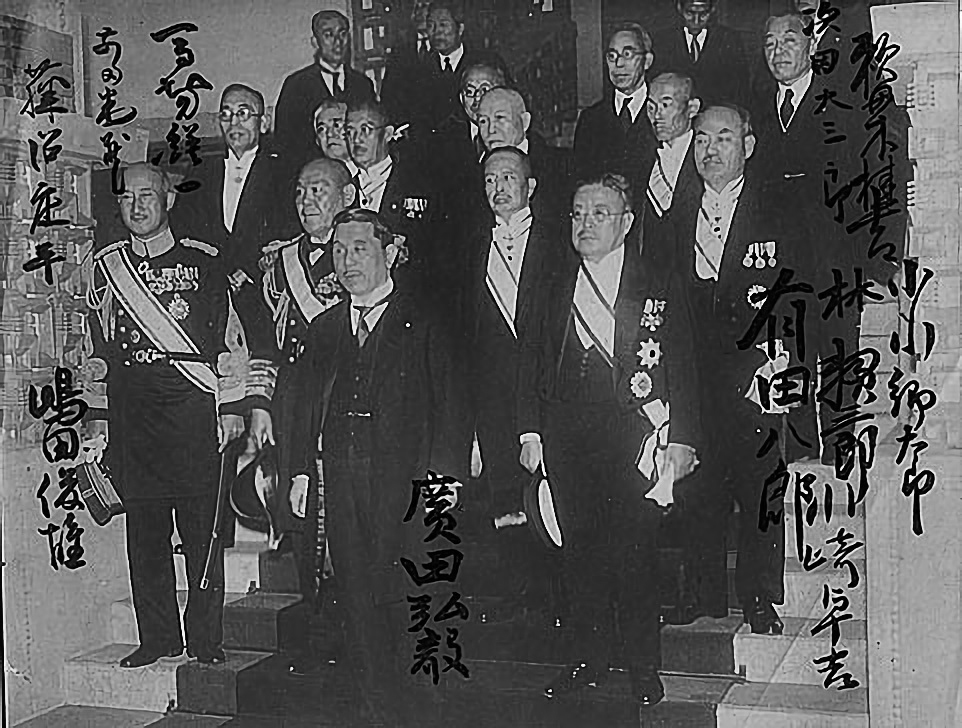
Rząd Hiroty po zaprzysiężeniu, 1936 r.

W marcu 1936 roku, po tzw. incydencie z 26 lutego, został premierem Japonii i zastąpił skompromitowanego tym wydarzeniem premiera Okadę. Jako premier dążył do rozszerzenia współpracy Japonii z Niemcami oraz Polską, widząc w tych krajach potencjalnych sojuszników przeciwko ZSRR. Doprowadził do zawarcia przez Japonię paktu antykominternowskiego z III Rzeszą. Dążył też, aby układ poza Niemcami i Japonią podpisała także Polska. Hirota z całym rządem podał się do dymisji w lutym 1937 roku, w wyniku sporu w jego łonie, który był z kolei spowodowany wymianą słowną (określaną także jako "debata hara-kiri") pomiędzy ministrem wojny Hisaichim Terauchim, a przewodniczącym Izby Reprezentantów Hamadą Kunimatsu, podczas plenarnego posiedzenia Izby.

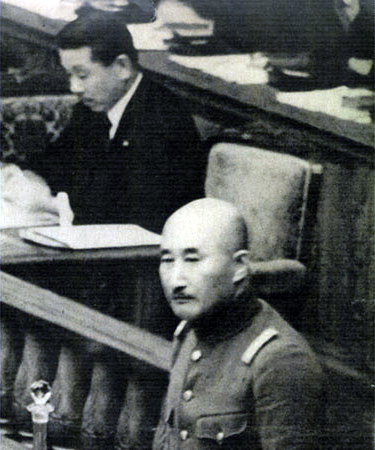
Hisaichi Terauchi (po prawej), przemawiający z trybuny w japońskim parlamencie w trakcie swojego sporu z Hamadą Kunimatsu, który doprowadził do dymisji rządu Hiroty (na zdjęciu za Terauchim)

Po dymisji został w maju 1937 roku członkiem Izby Arystokracji. W czerwcu tego samego roku ponownie został ministrem spraw zagranicznych w rządzie Fumimaro Konoe. Jako minister prowadził z polskim rządem rozmowy, które doprowadziły do podniesienia poselstw Polski i Japonii do rangi ambasad. Na stanowisku pozostał przez niespełna rok do maja 1938 roku, kiedy przeszedł na emeryturę. Jego ponowne objęcie tej funkcji zbiegło się z wybuchem drugiej wojny chińsko-japońskiej oraz masakrą nankińską, o której przebiegu zdawał sobie sprawę jako członek ówczesnego rządu.
Po przejściu na emeryturę, w czasach II wojny światowej pojawiał się często na dworze cesarskim jako doradca cesarza Hirohito. W maju 1945 roku powrócił z emerytury, aby z polecenia władz japońskich prowadzić negocjacje z ZSRR. W tym czasie oba kraje nadal były objęte paktem o nieagresji, pomimo faktu, że wszystkie inne mocarstwa sprzymierzone wypowiedziały wojnę Japonii. Hirota w toku rozmów z ówczesnym radzieckim ambasadorem w Tokio, Jakowem Malikiem, próbował przekonać władzę radzieckie, aby nie wypowiadały one wojny Japonii. W czerwcu, gdy sytuacja na froncie się coraz bardziej pogarszała dla Japonii, premier Kantarō Suzuki, minister spraw zagranicznych Shigenori Tōgō oraz minister marynarki wojennej Mitsumasa Yonai postanowili podjąć próbę rozpoczęcia potajemnych negocjacji pokojowych z aliantami przy mediacji ZSRR.     13 czerwca Hirota zaproponował stronie radzieckiej możliwy przyjazd Konoe do ZSRR, w celu rozpoczęcia i prowadzenia rokowań, jednak nie doczekał się żadnej odpowiedzi od Moskwy. O propozycji wizyty Konoe i planach potajemnych rokowań Stalin miał poinformować prezydenta USA, Harry'ego Trumana, kilka dni po jej złożeniu, w trakcie konferencji w Poczdamie. Milczenie Kremla w sprawie propozycji z Tokio, Stalin uzasadniał Trumanowi chęcią dawania Japończykom złudnych nadziei oraz trzymania ich w niepewności, co do włączenia się Armii Czerwonej, w wojnę na Dalekim Wschodzie. Ostatecznie 9 sierpnia 1945 roku, trzy dni po zrzuceniu bomby atomowej na Hiroszimę, Związek Radziecki dołączył do wojny przeciw Japonii i w wyniku operacji kwantuńskiej Armia Czerwona rozbiła japońską Armię Kwantuńską oraz zajęła kontrolowane przez Japonie Mandżukuo oraz Koreę.

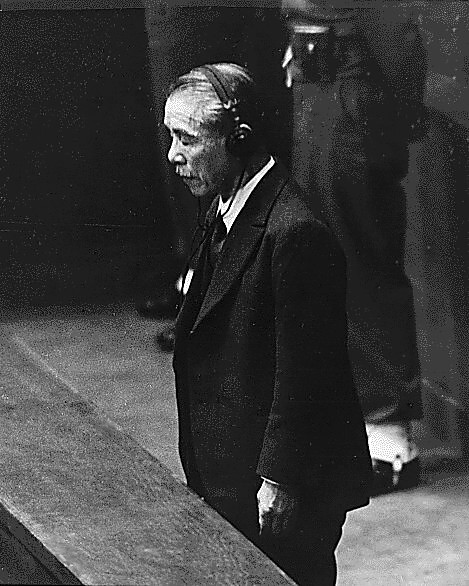
Hirota w trakcie odczytywania wyroku skazującego go na karę śmieci, 1948 r.

Po klęsce i kapitulacji Japonii Hirota został aresztowany jako zbrodniarz wojenny grupy A i postawiony przed Międzynarodowym Trybunałem Wojskowym dla Dalekiego Wschodu. Oskarżony o zbrodnie przeciwko pokojowi oraz brak reakcji wobec zbrodni armii japońskiej w Chinach, będących pogwałceniem prawa konfliktów zbrojnych, został skazany na karę śmierci i powieszony 23 grudnia 1948 roku. Następnie jego ciało oraz szczątki pozostałych skazanych na karę śmierci, w tym Hidekiego Tōjō, zostały poddane kremacji, a prochy rozrzucone nad Pacyfikiem. Był jedynym cywilem straconym w wyniku tego procesu.